# Грабанув
Грабанув (пол. Grabanów) — село в Польщі, у гміні Біла Підляська Більського повіту Люблінського воєводства. Населення — 429 осіб (2011).

## Історія
За даними етнографічної експедиції 1869—1870 років під керівництвом Павла Чубинського, у селі переважно проживали греко-католики, які розмовляли українською мовою.
У 1975—1998 роках село належало до Білопідляського воєводства.

## Демографія
Демографічна структура станом на 31 березня 2011 року:
|          | Загалом | Допрацездатний вік | Працездатний вік | Постпрацездатний вік |
| -------- | ------- | ------------------ | ---------------- | -------------------- |
| Чоловіки | 205     | 51                 | 143              | 11                   |
| Жінки    | 224     | 58                 | 139              | 27                   |
| Разом    | 429     | 109                | 282              | 38                   |